# Ticinosuchus ferox
Ticinosuchus és una espècie extinta d'arcosaure que visqué al Triàsic mitjà, l'única del gènere Ticinosuchus. Tenia el cos cobert d'escuts gruixuts. Se n'han trobat restes fòssils a Itàlia i Suïssa.